# Enrico De Angelis
Enrico De Angelis (Roma, 23 novembre 1920 – Milano, 21 agosto 2018) è stato un cantante e imprenditore italiano, attivo come cantante in Italia negli anni quaranta.

## Biografia
Fece parte della storica famiglia di doppiatori, i De Angelis; figlio primogenito del doppiatore Gualtiero De Angelis, è stato fratello maggiore del doppiatore e dialoghista Manlio De Angelis, quindi zio dei figli di quest'ultimo, Vittorio De Angelis ed Eleonora De Angelis. Inoltre è stato zio di Massimiliano Virgilii (figlio di sua sorella, Paola De Angelis). i suoi nipoti sono esponenti della successiva generazione di doppiatori.
Nel 1940 fu uno dei fondatori del Quartetto Egie, assieme a Tata Giacobetti, Iacopo Jacomelli e Enrico Gentile. Debuttarono il 27 maggio 1940 al Teatro Valle di Roma eseguendo la canzone Bambina dall'abito blu. In poco più di un anno, il gruppo cambiò due volte formazione e nome, diventando Quartetto Ritmo e poi Quartetto Cetra.
Nel 1941 ebbe un breve flirt con Delfina Fasano, conosciuta durante un lavoro insieme del Quartetto Cetra e del Duo Fasano in una rivista radiofonica, in cui proponevano la canzone Villa da vendere eseguendola a sei voci.
Nell'ottobre del 1947 Enrico De Angelis lasciò il Quartetto Cetra per ragioni personali e fu sostituito dalla cantante Lucia Mannucci, moglie di Virgilio Savona.
Abbandonata l'attività artistica, Enrico De Angelis diventò imprenditore nel campo farmaceutico, fondando negli anni sessanta, a Milano, l'azienda Errekappa.
Nel 2000, insieme a Virgilio Savona, curò un CD con le prime incisioni del Quartetto Cetra, facente parte della raccolta Frusciati con brio, uscita nel 2001.
Morì a Milano il 21 agosto 2018, all'età di 97 anni. Il funerale si svolse dopo due giorni nel Tempio Valdese; fu cremato e le ceneri deposte in una tomba del cimitero maggiore di Milano.